# CONTEST (стратегия)
CONTEST — антитеррористическая стратегия Соединенного Королевства, разработанная сэром Дэвидом Омандом и министерством внутренних дел в начале 2003 года в качестве ответа на события 11 сентября; пересмотренная версия была обнародована в 2006 году. Дальнейшие изменения были опубликованы 24 марта 2009 года 11 июля 2011 и 11 июня 2018. Годовой отчет о реализации программы был выпущен в марте 2010 и в апреле 2014 г. Цель стратегии — «уменьшить риск терроризма для Великобритании и ее интересов за рубежом». Целью стратегии является не полное устранение террористической угрозы, а уменьшение этой угрозы настолько, чтобы граждане могли вести нормальную жизнь без страха.
Стратегия состоит из четырех пунктов — предотвращение, преследование, защита и подготовка (англ. "four Ps" – prevent, pursue, protect, and prepare):
- предотвращение радикализации большого числа людей;
- оперативное и законное преследование подозреваемых;
- защита населения с помощью адекватных мер безопасности
- подготовка к реагированию для смягчения последствий неизбежной атаки.

## Основные принципы
Программа действовала в течение сроков правления четырех премьер-министров. В основе программы лежит принцип оценки риска на основе уравнения:
Риск = Вероятность повторения x уязвимость x воздействие
Вероятность повторения включает в себя оценку расследования и предотвращения. Считается, что успех достигнут, когда террористы заключены в тюрьму и поэтому не могут радикализовать следующее поколение.
Уязвимость охватывает защиту критически важной инфраструктуры и населения Великобритании, например, обеспечение стальных запираемых дверей кабины пилотов на всех гражданских авиалайнерах, чтобы предотвратить захват самолета угонщиками.
Воздействие включает этап «Подготовка».  Для успеха оперативного реагирования на теракты и сведения к минимуму сбоев, все службы экстренной помощи были обучены реагированию на теракты. Были также разработаны специальные технологии, такие как дезактивационные грузовики и устойчивые линии связи.

## Критика
Стратегия предотвращения терактов была раскритикована в 2009 году лейбористкой
Шами Чакрабарти, руководителем НГО Liberty, как программа «внутреннего шпионажа», собирающая сведения о британских мусульманах не причастных к преступной деятельности.
Стратегия также  подвергается критике за возможное усиление исламофобии и ограничение свободы выражения мнений для мусульман в Великобритании.
В январе 2020 года газета The Guardian сообщила, что движение  по борьбе глобальным потеплением Extinction Rebellion, возглавляемое активисткой Гретой Тунберг, было ошибочно включено в официальный список экстремистских организаций, о членах которых следует сообщить властям.  После дополнительного рассмотрения документ был отозван.